# Whip It (canção de Devo)
"Whip It" é uma canção da banda americana de new wave Devo, do seu terceiro álbum de estúdio Freedom of Choice (1980). É uma música new wave e synth-pop que apresenta um sintetizador, guitarra elétrica, baixo e bateria em sua instrumentação. As letras aparentemente sem sentido têm um tema comum que gira em torno da capacidade de lidar com os próprios problemas "resolvendo-os". Coescrita pelo baixista Gerald Casale e pelo vocalista Mark Mothersbaugh, Devo gravou "Whip It" com o produtor Robert Margouleff no Record Plant em Los Angeles.
Embora "Whip It" tenha sido lançado como o segundo single de Freedom of Choice, a Warner Bros. Records não esperava que fosse um sucesso, devido ao seu ritmo fora do padrão e letras estranhas. O disc jockey (DJ) Kal Rudman se interessou pela música e ela logo estava sendo tocada em várias estações de rádio no sudeste dos Estados Unidos. Alcançando a posição 14 na Billboard Hot 100, "Whip It" se tornou um single de sucesso e fez sucesso nas paradas de vários países. Mothersbaugh acredita que a música vendeu bem porque algumas pessoas presumiram que a letra era sobre masturbação ou sadomasoquismo.
Um videoclipe que acompanha o vídeo retrata esses temas sexuais; ele mostra Mothersbaugh chicoteando roupas de uma mulher em um rancho. Apesar de algumas alegações de conotações misóginas, o vídeo se tornou popular no incipiente canal de televisão MTV.

## Antecedentes e gravação
O álbum de estúdio anterior do Devo, Duty Now for the Future (1979), foi considerado uma decepção pelos críticos e pelos membros da banda; os críticos o consideraram uma repetição estereotipada do álbum de estreia da banda de 1978, Q: Are We Not Men? A: We Are Devo! e os membros da banda atribuíram principalmente a culpa pelo som estereotipado ao produtor do álbum, Ken Scott.   Warner Bros. Records também estava descontente com a Duty Now for the Future e deu um ultimato à Devo de que eles precisavam produzir um álbum seguinte de sucesso, ou seriam retirados da gravadora.  Os membros da banda acreditavam que um single de sucesso aumentaria a popularidade do próximo álbum e finalmente lhes daria exposição no rádio.  No final de 1979, o engenheiro de áudio Robert Margouleff foi contratado para produzir "Whip It", junto com seu álbum original Freedom of Choice. 
"Whip It" foi escrita entre agosto e outubro de 1979 pelo baixista Jerry Casale e pelo vocalista e tecladista Mark Mothersbaugh.  Howard Siegal foi o engenheiro de som da música, enquanto Margouleff atuou como produtora. Foi gravado no Record Plant em Los Angeles e masterizado por Ken Perry no Capitol Studios.  A música foi gravada usando consoles de mixagem API, gravadores de fita 3M e sintetizadores Minimoog e Prophet-5.   Ao longo da música, há ruídos de estalo de chicote que foram gravados usando um sintetizador Electrocomp 500 e microfones Neumann KM 84 e U 87. 
A música de "Whip It" foi criada a partir de elementos de quatro fitas demo diferentes que Casale havia coletado. Mothersbaugh compôs o que se tornaria o break da música em seu quarto; o break era originalmente muito mais lento e tinha um som clássico. Em outra fita, Mothersbaugh tocou o que se tornaria o riff principal com uma bateria eletrônica. Um dos bateristas do Captain Beefheart criou uma batida que Mothersbaugh gravou; a última demo foi uma gravação ao vivo entre Casale e Mothersbaugh. Casale pegou as quatro demos e as colocou em camadas para criar uma assinatura de tempo suave e consistente. Mothersbaugh criou o riff principal em "Whip It" pegando o riff usado na música "Oh, Pretty Woman" de Roy Orbison e mudando ligeiramente o final. 

## Composição

### Música e vocais
"Whip It" é uma canção new wave e synth-pop,  que é construída em torno de uma batida consistente de 4/4 conhecida como batida motorik.   É construído em forma de verso-refrão. Com uma progressão de acordes de DA-E7 sus4 nos versos e CGD nos refrões, a música é escrita na tonalidade de Mi maior.  O riff principal de "Whip It" alterna entre uma ascensão de cinco notas e uma descida de três notas, e é tocado com um sintetizador, guitarra elétrica e baixo.   O refrão apresenta duas notas de sintetizador que estão separadas por meio tom, o que cria o que Steve Huey, da AllMusic, descreve como "um efeito auditivo desorientador". 
Conforme a música avança, um lick de guitarra no riff principal se torna mais proeminente.  Durante o intervalo instrumental, o riff se reconfigura temporariamente para uma batida não padrão de 6/4 antes de retornar à batida original de 4/4.   Casale e Mothersbaugh cantam os vocais de "Whip It" com um alcance vocal de A4-F#5.  Os cantores se revezam nos vocais; Mothersbaugh usa uma voz nasal arrastada enquanto Casale canta com uma voz mais poderosa e "cartooniana".  O uso de dois vocalistas é um chamado e uma resposta que Casale disse ser "como o rap de garotos brancos". 

### Letra
A letra de "Whip It" é desconexa e sem sentido.  Por exemplo, o seu tema central gira em torno da capacidade de resolver os próprios problemas "resolvendo-os"; outras linhas incluem declarações motivacionais como "vá em frente, siga em frente" e "não é tarde demais".  Casale escreveu a letra, cuja intenção era satirizar o otimismo americano. Ele se inspirou em cartazes de propaganda comunista e em Gravity's Rainbow, de Thomas Pynchon, um romance de 1973 que contém limeriques satíricos sobre clichês capitalistas de sucesso. [ 13 ] Casale incorporou letras que soariam como clichês motivacionais se tiradas do contexto.  O crítico de Classic Rock Dave Swanson interpretou a letra como sendo "uma observação... sobre as lutas do homem, da mulher e do mutante comuns". 
Mothersbaugh ofereceu uma interpretação diferente da letra, dizendo que ela foi escrita na forma de um sutil discurso motivacional para o presidente dos Estados Unidos, Jimmy Carter, durante a eleição presidencial de 1980. Os membros do Devo apoiaram Carter e temiam que o candidato republicano Ronald Reagan vencesse a eleição.  Mothersbaugh disse uma vez, brincando, em uma entrevista: "Vamos, Jimmy, se recomponha".  Huey observa que, apesar da novidade da música, há tons violentos na letra. Ele descreve o processo de chicoteá-lo para resolver os próprios problemas como "um retrato sarcástico de um aspecto geral e problemático da psique americana: a predileção por usar a força e a violência para resolver problemas, desabafar frustrações e provar seu valor aos outros". 

## Lançamento e recepção
"Whip It" é uma das quatro músicas do Freedom of Choice a ser lançada como single. A Warner Bros. favoreceu fortemente a viabilidade comercial do primeiro single "Girl U Want" porque sua música e letras eram mais amigáveis ao rádio e semelhantes a "My Sharona" do Knack.  "Girl U Want" não entrou nas paradas e foi considerado um fracasso.  Apesar dessa decepção, Devo decidiu fazer uma turnê para divulgar o álbum sem lançar um single de sucesso. Logo no início da turnê, o disc jockey (DJ) Kal Rudman programou "Whip It" para ser tocada em várias estações de rádio no sudeste dos Estados Unidos,  o que levou o programador de música urbana Frankie Crocker a promover a música na poderosa WBLS na cidade de Nova York.  Em uma semana, "Whip It" se tornou tão popular que Devo foi forçado a interromper temporariamente sua turnê para reservar locais maiores porque os shows estavam esgotando muito rápido.  Quando Devo voltou para casa, eles fizeram uma série de grandes shows no Auditório Cívico de Santa Monica no final de agosto de 1980, com a presença de celebridades de Hollywood e outros músicos de Los Angeles. Casale disse mais tarde que a crescente popularidade de "Whip It" ajudou a encher locais tão grandes, juntamente com a contínua promoção de "grande impulso" de Devo pela rádio KROQ no sul da Califórnia.  Os ouvintes da KROQ escolheram "Whip It" como sua música favorita número 1 na lista de fim de ano KROQ Top 106.7 de 1980. 
"Whip It" estreou na posição oitenta e cinco na Billboard Hot 100 dos EUA em 30 de agosto de 1980.  Passou vinte e cinco semanas na parada, atingiu o pico na posição quatorze em 15 de novembro de 1980 e terminou o ano na posição noventa e quatro na parada de singles de fim de ano da Billboard em 1981.  Nos EUA, a música também alcançou a posição treze no Cash Box Top 100,  a posição oito na parada Hot Dance Club Play,  [a] e a posição dezessete na parada Record World Singles.  "Whip It" obteve sucesso internacional, chegando ao número setenta e sete no Australian Kent Music Report,  número onze na parada canadense RPM Top Singles,  número onze na parada oficial de música da Nova Zelândia,   e número cinquenta e um na parada de singles do Reino Unido.  A canção foi certificada como Ouro nos EUA e Canadá, denotando embarques de 1.000.000 e 75.000 de cópias, respectivamente. 
Em uma análise contemporânea, a Record World chamou-a de "o lançamento pop mais forte de Devo até hoje".  Em uma análise retrospectiva, Huey disse que a música tem "um apelo de novidade irresistivelmente estranho" e que era "um dos melhores argumentos de que a ideologia punk não necessariamente perdeu sua força quando colocada no contexto musical mais pop da new wave".  Chris Gerard do PopMatters, observou a originalidade da música e a descreveu como "uma gravação ousada e provocativa que ainda soa fantástica quando ouvida em um bom conjunto de alto-falantes".  O site posteriormente classificou "Whip It" como a quinquagésima primeira melhor música alternativa da década de 1980. 
Quando "Whip It" foi lançado, alguns ouvintes presumiram que a letra tinha duplo sentido para masturbação ou sadomasoquismo.  O material anterior de Devo frequentemente incluía insinuações sexuais ou referências flagrantes ao sexo nas letras, o que fez com que "Whip It" parecesse consistente com esse estilo de composição. Mothersbaugh disse que muitos disc jockeys faziam piadas sobre masturbação com ele antes das entrevistas.  No início, os membros da banda tentaram dissuadi-los desta suposição, mas eventualmente cederam e ajudaram a reforçar estas interpretações erradas.  Mothersbaugh acreditava que uma música sobre assuntos tabus receberia mais rádios e venderia mais cópias. 

## Videoclipe
Embora "Whip It" não fosse sobre masturbação ou sadomasoquismo, como alguns ouvintes acreditavam, Devo usou esses temas sexuais para um videoclipe que o acompanhava.  O vídeo se passa em um rancho onde cowboys e cowgirls assistem Mothersbaugh arrancar as roupas de uma mulher fumante. Uma mulher vesga e uma mulher de meia-idade fazendo chantilly assistem de uma casa de fazenda enquanto os outros membros do Devo tocam a música em um curral de gado. Os membros da banda usam gola alta preta sem mangas e chapéus vermelhos chamados domos de energia.  
Devo estava fortemente comprometido em adicionar aspectos cinematográficos ao seu show; a banda pediu à Warner Bros. que fornecesse dinheiro promocional não reembolsável para fazer os vídeos de "Girl U Want" e "Freedom of Choice". Isso foi antes de a produção de videoclipes se tornar uma prática padrão da indústria, o que confundia os executivos das gravadoras. Quando "Whip It" começou a ser tocada no rádio, a gravadora abraçou o conceito e pediu à banda que produzisse um vídeo para "Whip It" com um orçamento de US$ 15.000.  A ideia do vídeo surgiu de um artigo da edição de 1962 da revista The Dude, que girava em torno de um ex-dublê que se casa com uma stripper e se muda para um rancho no Arizona. Para se divertir, o homem usava um chicote para tirar as roupas da esposa, que permanecia ilesa. Mothersbaugh afirmou: "Esse é o tipo de coisa que nos alimenta criativamente. Era tão estúpido e tão baixo, e ainda assim tão ótimo." 
O vídeo foi parcialmente uma reação à carreira anterior do presidente Ronald Reagan como ator de Hollywood; Devo queria fazer um vídeo que satirizasse tanto o mito do cowboy quanto os "valores racistas de direita".   No vídeo, o chicote não atinge as roupas da mulher; elas estavam amarradas a uma linha de pesca e eram puxadas após cada estalo do chicote. O chicote, no entanto, atingiu a boquilha e arrancou-a da boca dela.  Durante os primeiros meses após seu lançamento, o vídeo foi visto por um público limitado, principalmente em talk shows noturnos. O canal de televisão americano MTV, lançado em 1981, deu tanta exposição ao vídeo que reviveu temporariamente a popularidade da música, pouco antes do lançamento do próximo álbum de estúdio de Devo, New Traditionalists (1981). 
O vídeo gerou alguma controvérsia, principalmente por seus supostos tons misóginos. Casale disse que os membros da banda pretendiam que o vídeo parecesse de mau gosto e humilhante, mas também engraçado.  As alegações de misoginia aumentaram quando Devo foi cortada de uma apresentação ao vivo em um episódio do The Midnight Special apresentado por Lily Tomlin. Depois de assistir ao vídeo, Tomlin se recusou a apresentar o programa, a menos que Devo fosse cortado.  Houve também alegações de que a MTV proibiu o vídeo, mas essas alegações acabaram sendo provadas falsas. 

## Legado
Se houvesse um Hall da Fama para a música New Wave do início dos anos 80, 'Whip It' de Devo seria uma escolha certa para a indução. Sem dúvida a música mais reconhecida da banda, 'Whip It' elevou o Devo de um grupo underground art rock a uma banda pop (brevemente) mainstream, embora ainda mantivesse sua visão aguçada e satírica da sociedade. E, claro, quem pode esquecer o vídeo surrealista e agora icônico da música, que foi um marco na MTV durante os primeiros anos do então incipiente canal? O fato de Os Simpsons até ter homenageado a música e o vídeo em um episódio demonstra o quanto 'Whip It' transcendeu a cultura pop.

David Chiu do PopMatters, discutindo o legado da música.
Vários jornalistas consideram "Whip It" como uma pedra angular do desenvolvimento da música new wave no início dos anos 1980.   Em seu livro Pop Goes the Decade: The Eighties, Thomas Harrison escreveu que a canção introduziu música fortemente sintetizada para um público mainstream, enquanto a crítica musical Evie Nagy a chamou de "um hino definidor da ascensão da nova onda".  A maior parte da música new wave do início dos anos 1980 foi produzida por bandas britânicas. Após o sucesso de "Whip It", Devo se juntou ao The B-52s como o rosto do emergente movimento musical new wave americano. 
A popularidade da música pode ser atribuída em grande parte à sua distinta originalidade. Gerard observou que "não houve nada parecido com 'Whip It' no top 40, antes ou depois".  Nagy disse que a batida da bateria, os acordes de guitarra e as linhas do teclado da música são distintos e facilmente reconhecíveis, mesmo quando isolados da música.  Em seu livro 99 Red Balloons: And 100 All-time One-hit Wonders, Brent Mann escreveu: "É difícil encontrar alguém entre 30 e 50 anos que não tenha uma lembrança vívida de 'Whip It' ... o tipo de faixa incomum que fazia os ouvintes quererem balançar a cabeça e começar uma dança espasmódica." 
O videoclipe que o acompanha também é lembrado por seu conteúdo bizarro e controverso.   De acordo com Huey, "a música permaneceu na consciência pública graças em parte à extensa exibição do vídeo na MTV".  Com a popularidade do vídeo, a MTV começou a perseguir Devo e prometeu a eles uma nova plataforma para mostrar seus trabalhos visuais. Devo, no entanto, acabou desenvolvendo um relacionamento problemático com o canal. A maioria dos vídeos subsequentes da banda foram censurados por conteúdo controverso ou foram rejeitados porque a música não foi um single de sucesso. De acordo com Casale; "Assim que a MTV se tornou nacional, eles criaram esse novo conjunto de regras do Talibã ... ficamos atordoados e nos sentimos rejeitados." 
Na história de quarenta anos da banda, "Whip It" continua sendo sua única música a ficar entre as quarenta primeiras na Billboard Hot 100, e uma das duas a chegar ao top 20 no Canadá.  Como resultado, alguns jornalistas rotularam Devo como uma maravilha de um sucesso só.    Mann observou que a estranha filosofia da banda sobre a devolução compensou sua acessibilidade e escreveu: "As canções de Devo eram, simplesmente, muito distantes e contraculturais para o rádio convencional".  Os membros do Devo nunca tentaram se distanciar de "Whip It" e, as of 2018  ainda toco ao vivo.  Casale disse: "Estou feliz que tenha sido 'Whip It', porque certamente foi distorcido e original ... surgiu de uma colaboração pura, criativa e aberta, e é para mim que surgem todas as melhores coisas." 

## Covers e uso de mídia

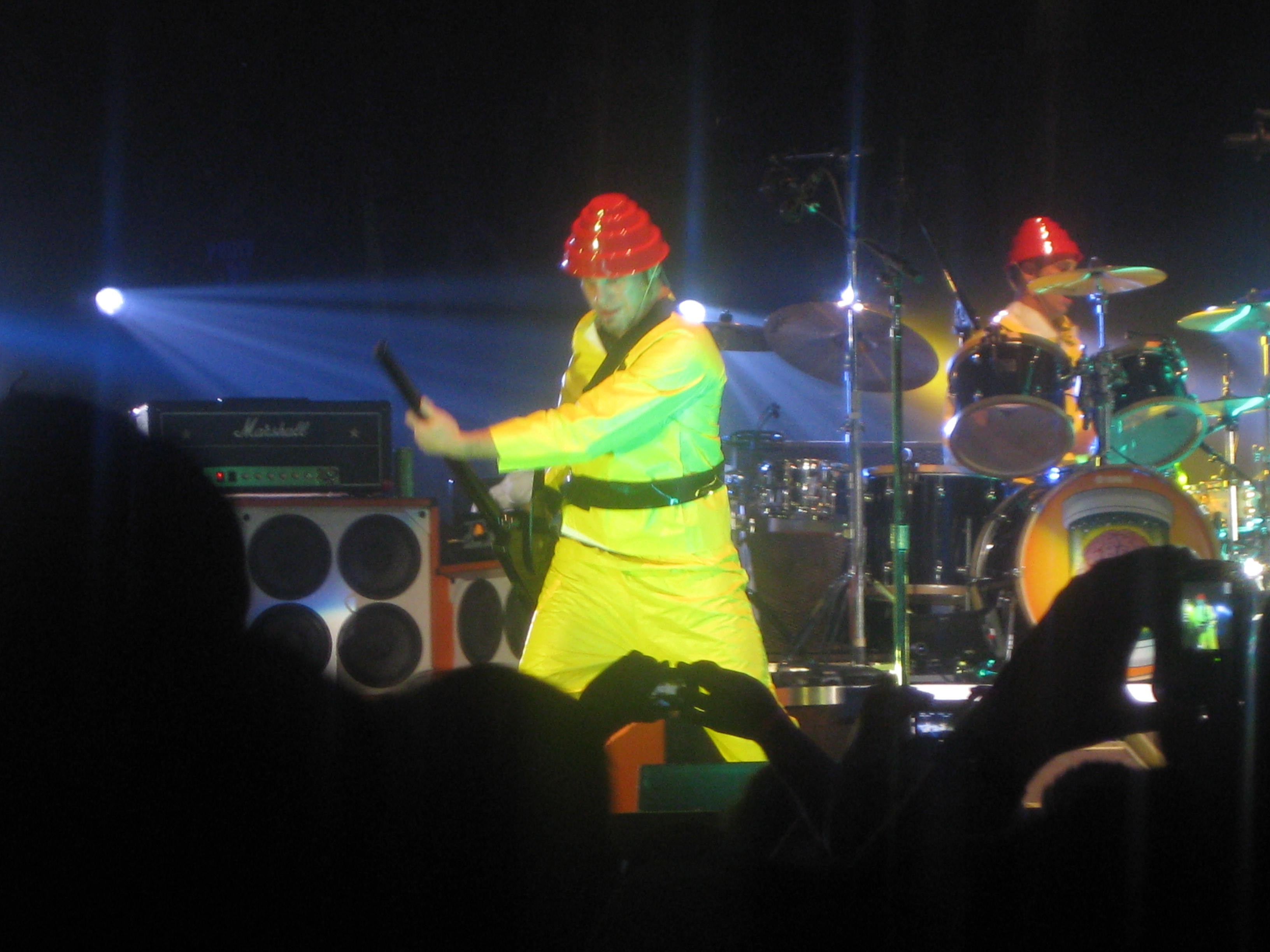
Jeff Ament e Matt Cameron, da banda Pearl Jam, fazem um cover de "Whip It" em 2009. Ambos os músicos estão vestindo os trajes de radiação amarelos e as cúpulas de energia características da Devo.

Desde 1980, "Whip It" foi regravada por várias bandas, incluindo Pearl Jam, Love and Death e Does It Offend You, Yeah?.    Um dos covers mais inusitados foi gravado pela banda teen pop americana Devo 2.0 e apresentado em seu álbum DEV2.0 (2006).  Devo 2.0, que foi criado pela Walt Disney Records em uma tentativa de emular a popularidade do grupo pop sueco A*Teens, fez covers de músicas do Devo para um público adolescente.  Os executivos da gravadora pediram a Casale para atuar como empresário da banda; ele concordou, argumentando que o Devo 2.0 promoveu a crença da Devo de que tudo o que a humanidade cria - incluindo as próprias canções da Devo - se desenvolverá  Casale teve que reescrever várias letras para remover insinuações sexuais e referências a drogas e suicídio, embora "Whip It" não tenha sido sujeito a revisões. 
Também foi destaque em um notável anúncio de televisão da marca Swiffer, no qual Devo atuou. Eles concordaram em tocar a música no comercial porque acharam que era absurda. Mothersbaugh afirmou que atuar no comercial "é fechar o círculo, comentar sobre uma cultura conspícua e consumista ... e ser alimentado no funil e cuspido de volta para o outro lado". 
A música foi cantada brevemente no episódio 2 da 2ª temporada de Muppets Tonight. 

## Ficha técnica
Créditos adaptados das notas do encarte do CD Pioneers Who Got Scalped: The Anthology, exceto quando indicado. 
Devo
- Mark Mothersbaugh – vocais, teclados, guitarra
- Gerald Casale – vocais, baixo, teclados
- Bob Mothersbaugh – guitarra solo, vocais
- Bob Casale – guitarra base, teclados, vocais
- Alan Myers – bateria

Técnicos
- Escrito por Mark Mothersbaugh e Gerald Casale
- Produzido por Devo em associação com Robert Margouleff
- Projetado por Robert Margouleff e Howard Siegal
- Engenheiro assistente: Karat Faye
- Gravado e mixado no Record Plant, Los Angeles
- Masterizado por Ken Perry, Capitol Studios, Los Angeles [71]

## Gráficos
| Gráfico (1980–1981)                  | Pico |
| ------------------------------------ | ---- |
| Austrália (Kent Music Report)        | 77   |
| Canadá (RPM Top Singles)             | 11   |
| Nova Zelândia (Recorded Music NZ)    | 11   |
| UK Singles (Official Charts Company) | 51   |
| Estados Unidos (Billboard Hot 100)   | 14   |
| US Billboard Hot Dance Club Play     | 8    |
| US Cash Box                          | 13   |
| US Record World                      | 17   |

| Gráfico (1981)       | Posição |
| -------------------- | ------- |
| US Billboard Hot 100 | 94      |

## Certificações
| Região | Certificação | Unidades/vendas certificadas |
| --- | ------------ | ---------------------------- |
| Canadá (Music Canada) | Ouro         | 75,000^                      |
| Estados Unidos (RIAA) | Platina      | 1,000,000‡                   |
| - ^ Os valores das remessas são baseados apenas na certificação. - ‡ Números de vendas+streaming baseados apenas na certificação. |              |                              |